# Cynotilapia axelrodi
Cynotilapia axelrodi es una especie de peces de la familia Cichlidae en el orden Perciformes.

## Morfología
Los machos pueden llegar alcanzar los 7,7 cm de longitud total.

## Alimentación
Come plancton.

## Hábitat
Es una especie de clima tropical que vive entre 2-10 m de profundidad.

## Distribución geográfica
Se encuentran en África: lago Malawi.